# Eirik Bakke
Pour les articles homonymes, voir Bakke.
Eirik Bakke, né le 13 septembre 1977 à Sogndal (Norvège), est un footballeur norvégien, qui évolue au poste de Milieu de terrain reconverti entraîneur.
Bakke n'a marqué aucun but lors de ses vingt-sept sélections avec l'équipe de Norvège entre 1999 et 2008.

## Sélection
- Norvège : 27 sélections
- Première sélection le 20 janvier 1999 : Israël - Norvège (0-1)
- Dernière sélection le 26 mars 2008 : Monténégro - Norvège (3-1)

Eirik Bakke compte 27 sélections depuis le 20 janvier 1999 et un match amical en Israël, dont 26 obtenues entre 1999 et 2005 avec 20 titularisations.
En mars 2008, après deux années sans convocations, il annonce sa retraite internationale. Le sélectionneur en place, Åge Hareide le sélectionne alors pour un match amical contre le Monténégro afin de lui offrir une dernière sélection. Le 26 mars 2008, il entre en cours de match à la place de Martin Andresen et obtient sa 27e cape.
Eirik Bakke a en outre participé au Championnat d'Europe des nations en 2000. 

## Palmarès
SK Brann
- Champion de Norvège (1) : 2007.